# Alexandre Deschapelles
Alexandre Deschapelles (1780-1847), var en fransk skakspiller, som formodes i en periode efter Philidor at have været verdens stærkeste spiller og derfor er listet som uofficiel verdensmester i skak i perioden 1800-1820. Han dominerede det franske skakmiljø, som udfoldede sig omkring den navnkundige Café de la Régence i Paris.
Han var en farverig person, som var veteran fra Napoleonskrigene, hvor han havde mistet den ene arm på slagmarken. Det forhindrede ham ikke i at være en habil billardspiller med den tilbageværende arm. Han var desuden en kendt bridgespiller, og et Deschapelles coup er stadig kendt af millioner af bridgespillere. 
Hans overlegenhed var sådan, at han spillede de fleste af sine partier med forgave. Desværre kendes ingen partier af ham, da han var hævet over at nedskrive dem. 
Han optrænede sin elev, Louis de la Bourdonnais i skak, og da han ikke længere kunne slå ham, trak han sig tilbage fra skakspillet.